# Gran Premio motociclistico del Qatar 2007
Il Gran Premio motociclistico del Qatar 2007 corso il 10 marzo, è stato il primo Gran Premio della stagione 2007 del motomondiale e ha visto vincere: la Ducati di Casey Stoner in MotoGP, Jorge Lorenzo nella classe 250 ed Héctor Faubel nella classe 125.
Come gli anni precedenti la gara si è disputata, contrariamente all'abitudine delle altre gare, il sabato.

## MotoGP

### Qualifiche
Valentino Rossi conquista la pole position per soli 5 millesimi di secondo su Casey Stoner.
| Pos. | Pilota                       | Tempo    |
| ---- | ---------------------------- | -------- |
| 1.   | Valentino Rossi (Yamaha)     | 1:55.002 |
| 2.   | Casey Stoner (Ducati)        | 1:55.007 |
| 3.   | Colin Edwards (Yamaha)       | 1:55.233 |
| 4.   | Toni Elías (Honda)           | 1:55.358 |
| 5.   | Daniel Pedrosa (Honda)       | 1:55.361 |
| 6.   | John Hopkins (Suzuki)        | 1:55.833 |
| 7.   | Loris Capirossi (Ducati)     | 1:55.851 |
| 8.   | Randy de Puniet (Kawasaki)   | 1:55.933 |
| 9.   | Nicky Hayden (Honda)         | 1:56.041 |
| 10.  | Marco Melandri (Honda)       | 1:56.222 |
| 11.  | Shin'ya Nakano (Honda)       | 1:56:306 |
| 12.  | Carlos Checa (Honda)         | 1:56:609 |
| 13.  | Chris Vermeulen (Suzuki)     | 1:56.639 |
| 14.  | Olivier Jacque (Kawasaki)    | 1:56.754 |
| 15.  | Alex Barros (Ducati)         | 1:56.814 |
| 16.  | Sylvain Guintoli (Yamaha)    | 1:57:257 |
| 17.  | Alex Hofmann (Ducati)        | 1:57.274 |
| 18.  | Kenny Roberts Jr (KR212V)    | 1:57.495 |
| 19.  | Makoto Tamada (Yamaha)       | 1:58.024 |
| 20.  | Jeremy McWilliams (Ilmor GP) | 1:59.606 |
| 21.  | Andrew Pitt (Ilmor GP)       | 1:59.725 |

### Gara
Casey Stoner vince la prima gara, combattuta giro dopo giro con Valentino Rossi. Pedrosa arriva terzo.

#### Arrivati al traguardo
| Pos | Nº | Pilota           | Squadra              | Motocicletta | Giri | Tempo     | Griglia | Punti |
| --- | -- | ---------------- | -------------------- | ------------ | ---- | --------- | ------- | ----- |
| 1   | 27 | Casey Stoner     | Ducati Marlboro      | Ducati       | 22   | 43:02.788 | 2       | 25    |
| 2   | 46 | Valentino Rossi  | Fiat Yamaha          | Yamaha       | 22   | +2.838    | 1       | 20    |
| 3   | 26 | Daniel Pedrosa   | Repsol Honda         | Honda        | 22   | +8.530    | 5       | 16    |
| 4   | 21 | John Hopkins     | Rizla Suzuki         | Suzuki       | 22   | +9.071    | 6       | 13    |
| 5   | 33 | Marco Melandri   | Honda Gresini        | Honda        | 22   | +17.433   | 10      | 11    |
| 6   | 5  | Colin Edwards    | Fiat Yamaha          | Yamaha       | 22   | +18.647   | 3       | 10    |
| 7   | 71 | Chris Vermeulen  | Rizla Suzuki         | Suzuki       | 22   | +22.916   | 13      | 9     |
| 8   | 1  | Nicky Hayden     | Repsol Honda         | Honda        | 22   | +23.057   | 9       | 8     |
| 9   | 4  | Alex Barros      | Pramac d'Antin       | Ducati       | 22   | +25.961   | 15      | 7     |
| 10  | 56 | Shin'ya Nakano   | Konica Minolta Honda | Honda        | 22   | +28.456   | 11      | 6     |
| 11  | 66 | Alex Hofmann     | Pramac d'Antin       | Ducati       | 22   | +35.029   | 17      | 5     |
| 12  | 19 | Olivier Jacque   | Kawasaki Racing      | Kawasaki     | 22   | +42.948   | 14      | 4     |
| 13  | 10 | Kenny Roberts Jr | Team Roberts         | KR212V       | 22   | +42.977   | 18      | 3     |
| 14  | 24 | Toni Elías       | Honda Gresini        | Honda        | 22   | +42.989   | 4       | 2     |
| 15  | 50 | Sylvain Guintoli | Dunlop Yamaha Tech 3 | Yamaha       | 22   | +51.639   | 16      | 1     |
| 16  | 6  | Makoto Tamada    | Dunlop Yamaha Tech 3 | Yamaha       | 22   | +57.853   | 19      |       |

#### Ritirati

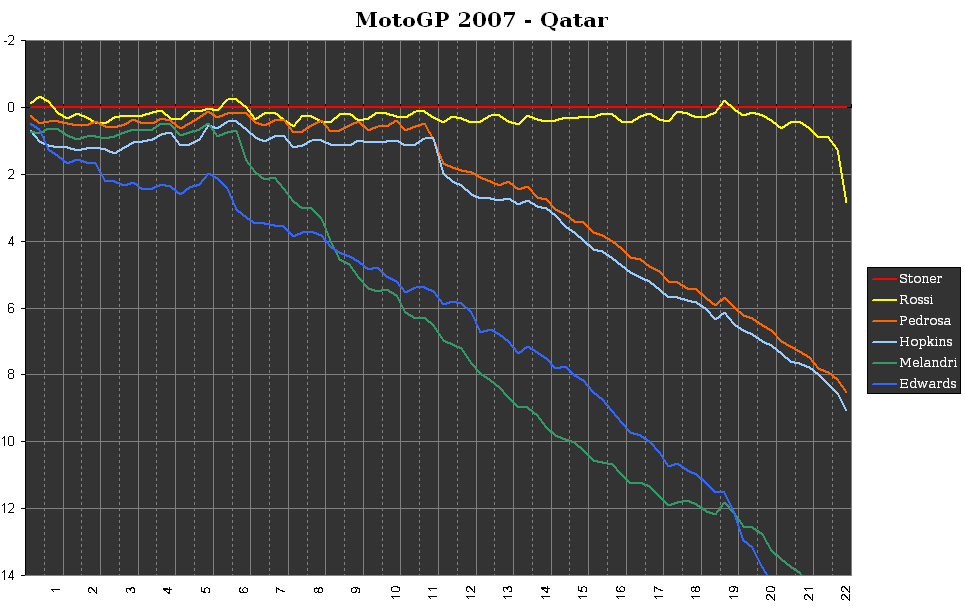
GP del Qatar - Grafico dei distacchi

| Nº | Pilota          | Squadra         | Motocicletta | Giri | Griglia |
| -- | --------------- | --------------- | ------------ | ---- | ------- |
| 88 | Andrew Pitt     | Ilmor GP        | Ilmor GP     | 15   | 21      |
| 7  | Carlos Checa    | Honda LCR       | Honda        | 8    | 12      |
| 14 | Randy de Puniet | Kawasaki Racing | Kawasaki     | 7    | 8       |
| 65 | Loris Capirossi | Ducati Marlboro | Ducati       | 6    | 7       |

#### Non partito
| Nº | Pilota            | Squadra  | Motocicletta | Griglia |
| -- | ----------------- | -------- | ------------ | ------- |
| 99 | Jeremy McWilliams | Ilmor GP | Ilmor GP     | 20      |

### Classifiche

#### Classifica Piloti
| Pos. | Pilota           | Punti |
| ---- | ---------------- | ----- |
| 1.   | Casey Stoner     | 25    |
| 2.   | Valentino Rossi  | 20    |
| 3.   | Daniel Pedrosa   | 16    |
| 4.   | John Hopkins     | 13    |
| 5.   | Marco Melandri   | 11    |
| 6.   | Colin Edwards    | 10    |
| 7.   | Chris Vermeulen  | 9     |
| 8.   | Nicky Hayden     | 8     |
| 9.   | Alex Barros      | 7     |
| 10.  | Shin'ya Nakano   | 6     |
| 11.  | Alex Hofmann     | 5     |
| 12.  | Olivier Jacque   | 4     |
| 13.  | Kenny Roberts Jr | 3     |
| 14.  | Toni Elías       | 2     |
| 15   | Sylvain Guintoli | 1     |

#### Classifica Costruttori
| Pos. | Costruttore | Punti |
| ---- | ----------- | ----- |
| 1.   | Ducati      | 25    |
| 2.   | Yamaha      | 20    |
| 3.   | Honda       | 16    |
| 4.   | Suzuki      | 13    |
| 5.   | Kawasaki    | 4     |
| 6.   | KR212V      | 3     |

#### Classifica Squadre
| Pos. | Squadra              | Punti |
| ---- | -------------------- | ----- |
| 1.   | Fiat Yamaha          | 30    |
| 2.   | Ducati Marlboro      | 25    |
| 3.   | Repsol Honda         | 24    |
| 4.   | Rizla Suzuki         | 22    |
| 5.   | Honda Gresini        | 13    |
| 6.   | Pramac d'Antin       | 12    |
| 7.   | Konica Minolta Honda | 6     |
| 8.   | Kawasaki Racing      | 4     |
| 9.   | Team Roberts         | 3     |
| 10.  | Dunlop Yamaha Tech 3 | 1     |

## Classe 250

### Arrivati al traguardo
| Pos | Nº | Pilota              | Squadra                     | Motocicletta | Giri | Tempo     | Griglia | Punti |
| --- | -- | ------------------- | --------------------------- | ------------ | ---- | --------- | ------- | ----- |
| 1   | 1  | Jorge Lorenzo       | Fortuna Aprilia             | Aprilia      | 20   | 40:23.753 | 1       | 25    |
| 2   | 3  | Alex De Angelis     | Master - MVA Aspar          | Aprilia      | 20   | +1.224    | 3       | 20    |
| 3   | 80 | Héctor Barberá      | Team Toth Aprilia           | Aprilia      | 20   | +2.911    | 2       | 16    |
| 4   | 12 | Thomas Lüthi        | Emmi - Caffe Latte Aprilia  | Aprilia      | 20   | +3.234    | 5       | 13    |
| 5   | 34 | Andrea Dovizioso    | Humangest Racing            | Honda        | 20   | +12.698   | 7       | 11    |
| 6   | 15 | Roberto Locatelli   | Metis Gilera                | Gilera       | 20   | +21.568   | 11      | 10    |
| 7   | 55 | Yūki Takahashi      | Humangest Racing            | Honda        | 20   | +31.540   | 9       | 9     |
| 8   | 60 | Julián Simón        | Repsol Honda                | Honda        | 20   | +40.467   | 10      | 8     |
| 9   | 58 | Marco Simoncelli    | Metis Gilera                | Gilera       | 20   | +46.192   | 12      | 7     |
| 10  | 73 | Shūhei Aoyama       | Repsol Honda                | Honda        | 20   | +58.678   | 13      | 6     |
| 11  | 41 | Aleix Espargaró     | Blusens Aprilia             | Aprilia      | 20   | +1:02.762 | 16      | 5     |
| 12  | 32 | Fabrizio Lai        | Campetella Racing           | Aprilia      | 20   | +1:07.715 | 14      | 4     |
| 13  | 14 | Anthony West        | Team Sicilia                | Aprilia      | 20   | +1:10.622 | 17      | 3     |
| 14  | 8  | Ratthapark Wilairot | Thai Honda PTT-SAG          | Honda        | 20   | +1:11.594 | 22      | 2     |
| 15  | 28 | Dirk Heidolf        | Kiefer - Bos - Sotin Racing | Aprilia      | 20   | +1:12.499 | 18      | 1     |
| 16  | 16 | Jules Cluzel        | Angaia Racing               | Aprilia      | 20   | +1:23.751 | 23      |       |
| 17  | 25 | Alex Baldolini      | Kiefer - Bos - Sotin Racing | Aprilia      | 20   | +1:33.143 | 20      |       |
| 18  | 50 | Eugene Laverty      | Honda LCR                   | Honda        | 20   | +1:38.458 | 24      |       |
| 19  | 10 | Imre Tóth           | Team Toth Aprilia           | Aprilia      | 20   | +1:38.548 | 19      |       |

### Ritirati
| Nº | Pilota          | Squadra                 | Motocicletta | Giri | Griglia |
| -- | --------------- | ----------------------- | ------------ | ---- | ------- |
| 36 | Mika Kallio     | Red Bull KTM 250        | KTM          | 18   | 8       |
| 9  | Arturo Tizón    | Blusens Aprilia Germany | Aprilia      | 14   | 15      |
| 44 | Tarō Sekiguchi  | Campetella Racing       | Aprilia      | 10   | 25      |
| 17 | Karel Abraham   | Cardion AB Motoracing   | Aprilia      | 7    | 21      |
| 19 | Álvaro Bautista | Master - MVA Aspar      | Aprilia      | 2    | 4       |
| 4  | Hiroshi Aoyama  | Red Bull KTM 250        | KTM          | 2    | 6       |

## Classe 125

### Arrivati al traguardo
| Pos | Nº | Pilota             | Squadra                    | Motocicletta | Giri | Tempo     | Griglia | Punti |
| --- | -- | ------------------ | -------------------------- | ------------ | ---- | --------- | ------- | ----- |
| 1   | 55 | Héctor Faubel      | Bancaja Aspar              | Aprilia      | 18   | 38:12.029 | 2       | 25    |
| 2   | 14 | Gábor Talmácsi     | Bancaja Aspar              | Aprilia      | 18   | +0.073    | 1       | 20    |
| 3   | 52 | Lukáš Pešek        | Valsir Seedorf Derbi       | Derbi        | 18   | +17.499   | 4       | 16    |
| 4   | 35 | Raffaele De Rosa   | Multimedia Racing          | Aprilia      | 18   | +17.754   | 5       | 13    |
| 5   | 24 | Simone Corsi       | Skilled Racing             | Aprilia      | 18   | +25.642   | 10      | 11    |
| 6   | 71 | Tomoyoshi Koyama   | Red Bull KTM 125           | KTM          | 18   | +25.877   | 7       | 10    |
| 7   | 44 | Pol Espargaró      | Belson Campetella Aprilia  | Aprilia      | 18   | +28.437   | 12      | 9     |
| 8   | 12 | Esteve Rabat       | Repsol Honda 125cc         | Honda        | 18   | +28.527   | 8       | 8     |
| 9   | 22 | Pablo Nieto        | Blusens Aprilia            | Aprilia      | 18   | +28.708   | 11      | 7     |
| 10  | 7  | Alexis Masbou      | FFM Honda GP 125           | Honda        | 18   | +33.669   | 15      | 6     |
| 11  | 6  | Joan Olivé         | Polaris World              | Aprilia      | 18   | +40.665   | 20      | 5     |
| 12  | 38 | Bradley Smith      | Repsol Honda 125cc         | Honda        | 18   | +40.679   | 9       | 4     |
| 13  | 60 | Michael Ranseder   | Ajo Motorsport             | Derbi        | 18   | +40.915   | 13      | 3     |
| 14  | 63 | Mike Di Meglio     | Humangest Racing           | Honda        | 18   | +41.671   | 18      | 2     |
| 15  | 29 | Andrea Iannone     | WTR Team                   | Aprilia      | 18   | +41.764   | 14      | 1     |
| 16  | 18 | Nicolás Terol      | Valsir Seedorf Derbi       | Derbi        | 18   | +48.643   | 19      |       |
| 17  | 11 | Sandro Cortese     | Emmi - Caffe Latte Aprilia | Aprilia      | 18   | +48.656   | 21      |       |
| 18  | 8  | Lorenzo Zanetti    | Team Sicilia               | Aprilia      | 18   | +48.858   | 28      |       |
| 19  | 34 | Randy Krummenacher | Red Bull KTM 125           | KTM          | 18   | +1:03.160 | 17      |       |
| 20  | 77 | Dominique Aegerter | Multimedia Racing          | Aprilia      | 18   | +1:23.074 | 27      |       |
| 21  | 37 | Joey Litjens       | Arie Molenaar Racing       | Honda        | 18   | +1:23.147 | 25      |       |
| 22  | 51 | Stevie Bonsey      | Red Bull KTM 125           | KTM          | 18   | +1:31.521 | 29      |       |
| 23  | 20 | Roberto Tamburini  | Team Sicilia               | Aprilia      | 18   | +1:59.152 | 30      |       |
| 24  | 56 | Hugo van den Berg  | Blusens Aprilia            | Aprilia      | 18   | +2:00.040 | 31      |       |

### Ritirati
| Nº | Pilota          | Squadra              | Motocicletta | Giri | Griglia |
| -- | --------------- | -------------------- | ------------ | ---- | ------- |
| 99 | Daniel Webb     | Arie Molenaar Racing | Honda        | 16   | 26      |
| 75 | Mattia Pasini   | Polaris World        | Aprilia      | 15   | 3       |
| 27 | Stefano Bianco  | WTR Team             | Aprilia      | 14   | 16      |
| 33 | Sergio Gadea    | Bancaja Aspar        | Aprilia      | 12   | 6       |
| 53 | Simone Grotzkyj | Multimedia Racing    | Aprilia      | 7    | 23      |
| 15 | Federico Sandi  | Skilled Racing       | Aprilia      | 4    | 22      |
| 95 | Robert Mureșan  | Ajo Motorsport       | Derbi        | 3    | 24      |